# Alejandro D. Almendras
Alejandro Durano Almendras (* 27. Februar 1919 in Danao, Provinz Bohol; † 4. August 1995) war ein philippinischer Politiker der Nacionalista Party.

## Leben

### Zweiter Weltkrieg und Gouverneur von Davao
Almendras Vater Paulo Almendras war nicht nur Bürgermeister von Danao, sondern auch ein früher Gefolgsmann des späteren Präsidenten Sergio Osmeña. Ramon Durano, der jüngere Bruder seiner Mutter, war zeitweise Mitglied des Repräsentantenhauses.
Er selbst begann nach dem Besuch der Cebu Provincial High School 1938 ein Studium im Fach Flugzeugbau an der Far Eastern University in Manila, das er jedoch 1941 unterbrechen musste, nachdem er während des Zweiten Weltkrieges zum aktiven Militärdienst in den Streitkräften einberufen wurde. Während des Krieges diente er bei der Philippine Air Force und kehrte nach der Kapitulation der United States Army Forces, Far East (USAFFE) nach der Schlacht um die Philippinen in seine Heimatprovinz zurück, wo er bei Aufbau einer Widerstandsbewegung half. Aufgrund seiner Kenntnisse, Führungseigenschaften und seines Mutes wurde er während der Besetzung der Philippinen durch die Kaiserlich Japanische Armee 1942 im Alter von 23 Jahren vom Befehlshaber der US-Streitkräfte in Cebu, Oberst James Cushing, zum Kommandeur des 88. Infanterieregimentes ernannt sowie zum Oberstleutnant befördert. Für seine herausragenden Verdienste während des Zweiten Weltkrieges wurde er mehrfach ausgezeichnet.
Nach dem Ende des Krieges begann er ein Studium der Rechtswissenschaften am Mindanao College in Davao City. Noch während des Studiums begann er seine politische Laufbahn in der Nacionalista Party und gewann 1951 die Wahl um das Amt des Gouverneurs von Davao. Bei der Wahl konnte er sich gegen den liberalen Amtsinhaber durchsetzen und wurde damit der jüngste Provinzgouverneur der Philippinen. 1955 wurde er als Gouverneur von Davao wiedergewählt und setzte sich während seiner Amtszeit nicht nur für die Bekämpfung von Bestechung und Korruption ein, sondern auch für den Bau von Straßen, Schulen, Bewässerungsanlagen und sonstigen öffentlichen Einrichtungen. 1958 wurde er von der Veteranenvereinigung zum Most Outstanding Veteran gewählt.

### Minister und Senator
Am 8. Mai 1959 wurde er von Präsident Carlos P. Garcia zum ersten Minister für allgemeine Dienste (Secretary of the Department of General Services) ernannt und war als solcher für die Aufsicht über alle Materialien, Ausrüstungs- und Versorgungsgegenstände zuständig. Im Februar 1961 wurde er von der Veteranenvereinigung mit dem Preis des Most Outstanding Cabinet Member ausgezeichnet.
Ende 1959 wurde er zum Senator gewählt und gehörte dem Senat bis zur Verhängung des Kriegsrechts durch den diktatorisch regierenden Präsidenten Ferdinand Marcos am 21. September 1972 an. Während seiner langjährigen Mandatstätigkeit war er maßgeblich am Zustandekommen des Gesetzes zur Verstaatlichung der Reis- und Getreideindustrie (Republic Act RA 3018) sowie dem Gesetz zur Gründung der Veteranenbank beteiligt. Auf seine Initiative entstand am 8. Mai 1967 durch in Kraft treten des Republic Act 4867 neben den Provinzen Davao del Sur und Davao del Norte, die neue Provinz Davao Oriental mit ihrer Hauptstadt Mati City.
1969 initiierte er Gesetz (RA 5876) zur Schaffung der Davao del Norte School of Fisheries (DANSOF), aus der 1995 das Davao del Norte State College hervorging.
Zum Ende der Herrschaft von Ferdinand Marcos wurde er am 14. Mai 1984 als Kandidat der Kilusang Bagong Lipunan (KBL) und Vertreter von Davao del Sur zum Mitglied in den Kongress (Batasang Pambansa) gewählt und gehörte dieser bis 1986 an.
Bei der Senatswahl 1987 kandidierte er für die unter dem Namen Grand Alliance of Democracy (GAD)  auftretende Nacionalista Party für einen Sitz im Senat, errang aber lediglich den 29. Platz bei den 24 zu vergebenden Sitzen. Bei der Wahl gewannen die Kandidaten der United Nationalist Democratic Organization (LABAN) 22 Sitze, während die GAD mit Joseph Estrada und Juan Ponce Enrile lediglich zwei Senatsmandate errang.
1995 erfolgte seine Wahl zum Mitglied in das Repräsentantenhaus, in dem er für eine Legislaturperiode bis 1995 den ersten Wahlbezirk der Provinz Davao del Sur vertrat. Im Anschluss folgte ihm 1995 sein Sohn Alejandro Almendras, Jr., der allerdings den Sitz 1998 wieder verlor.